# Мордовский поссовет
Мордовский поссовет — муниципальное образование со статусом городского поселения в Мордовском районе Тамбовской области.
Административный центр — рабочий посёлок Мордово.

## История
В соответствии с Законом Тамбовской области от 17 сентября 2004 года № 232-З установлены границы муниципального образования и статус поссовета как городского поселения.
В соответствии с Законом Тамбовской области от 30 мая 2014 года № 404-З в состав поссовета включены упразднённые Большеданиловский и Карпельский сельсоветы.

## Население
| 2010  | 2012  | 2013  | 2014  | 2015  | 2016  | 2017  |
| ----- | ----- | ----- | ----- | ----- | ----- | ----- |
| 7012  | ↘6826 | ↘6694 | ↘6562 | ↗7552 | ↘7434 | ↘7324 |
| 2018  | 2019  | 2020  | 2021  |       |       |       |
| ↘7224 | ↘7052 | ↘6963 | ↘6475 |       |       |       |

## Состав городского поселения
| №  | Населённый пункт  | Тип населённого пункта                  | Население |
| -- | ----------------- | --------------------------------------- | --------- |
| 1  | Большая Даниловка | село                                    | ↘182      |
| 2  | Большая Романовка | деревня                                 | 21        |
| 3  | Борисовка         | село                                    | ↘181      |
| 4  | Дёмино            | деревня                                 | 19        |
| 5  | Жарковка          | деревня                                 | 4         |
| 6  | Карпели           | село                                    | ↘393      |
| 7  | Козьминка         | село                                    | ↘130      |
| 8  | Липовка           | деревня                                 | 11        |
| 9  | Малая Даниловка   | село                                    | 27        |
| 10 | Малая Романовка   | деревня                                 | 94        |
| 11 | Мордово           | рабочий посёлок, административный центр | ↘5456     |
| 12 | Отшивка           | посёлок                                 | 0         |
| 13 | Садовый           | посёлок                                 | 60        |
| 14 | Стрельцы          | село                                    | ↘56       |
| 15 | Томилино          | деревня                                 | ↘100      |
| 16 | Хомутец           | деревня                                 | 4         |
| 17 | Черняевка         | село                                    | ↘436      |
| 18 | Яковлевка         | деревня                                 | 31        |